# Joryma tartoor
Joryma tartoor là một loài chân đều trong họ Cymothoidae. Loài này được Pillai miêu tả khoa học năm 1954.